# FC Utrecht (piłka nożna kobiet)
FC Utrecht – holenderski klub piłki nożnej kobiet, mający siedzibę w mieście Utrecht, w środku kraju, występujący w latach 2007–2012 i od sezonu 2023/24 w rozgrywkach Vrouwen Eredivisie, a w latach 2012–2013 w nowo powstałej, transgranicznej lidze Belgii i Holandii (BeNe League).

## Historia
Chronologia nazw:
- 2007: FC Utrecht
- 30.01.2014: klub rozwiązano
- 2022: FC Utrecht

Kobieca drużyna piłkarska FC Utrecht została założona w Utrechcie w 2007 roku jako kobieca sekcja klubu FC Utrecht i była jedną z pierwszych profesjonalnych holenderskich klubów piłkarskich.
W sezonie 2007/08 drużyna startowała w pierwszych profesjonalnych rozgrywkach Vrouwen Eredivisie. W debiutowym sezonie zespół zajął trzecie miejsce. W kolejnych sezonach zespół zajmował dwa razy czwartą i dwa razy piątą pozycję w tabeli. W sezonach 2012/13, 2013/14 i 2014/15 rozgrywana była Women's BeNe League, w której doszło do połączenia belgijskiej First Division i holenderskiej Eredivisie. Drużyna w zakończyła sezon 2012/13 na 12.miejscu. W czerwcu 2013 roku, pomimo problemów finansowych, zespół złożył wniosek o wydanie licencji na grę w sezonie 2013/14. Jednak 10 stycznia 2014 roku SVVU złożyło wniosek o ogłoszenie upadłości w Sądzie Rejonowym w Utrechcie, a klub wycofał się z dalszych rozgrywek.
Od listopada 2022 roku podjęto pierwsze kroki w celu utworzenia akademii młodzieżowej skupiającej się na kobiecej piłce nożnej, w której od sezonu 2023/24 zostanie utworzony również zespół, który startuje w rozgrywkach Eredivisie.

## Barwy klubowe, strój, herb, hymn
|  |  |

Klub ma barwy czerwono-białe. Piłkarki domowe spotkania zazwyczaj grają w czerwono-białych koszulkach, białych spodenkach oraz czerwonych getrach.

## Sukcesy

### Trofea międzynarodowe
Do chwili obecnej klub jeszcze nigdy nie zakwalifikował się do rozgrywek europejskich.

### Trofea krajowe
| \| \| Zdobyte trofea w rozgrywkach Holandii (stan na: 31-05-2023) \| |                                                             |      |          |
| Rozgrywki                                                            | Osiągnięcie                                                 | Razy | Sezon(y) |
| Mistrzostwo                                                          | I miejsce                                                   | 0    |          |
| Mistrzostwo                                                          | II miejsce                                                  | 0    |          |
| Mistrzostwo                                                          | III miejsce                                                 | 1    | 2007/08  |
| Puchar                                                               | zdobywca                                                    | 1    | 2009/10  |
| Puchar                                                               | finalista                                                   | 1    | 2007/08  |
| Superpuchar                                                          | zdobywca                                                    | 1    | 2010     |
| Superpuchar                                                          | finalista                                                   | 0    |          |
| II liga                                                              | I miejsce                                                   | 0    |          |
| II liga                                                              | II miejsce                                                  | 0    |          |
| II liga                                                              | III miejsce                                                 | 0    |          |
| Holandia                                                             | Zdobyte trofea w rozgrywkach Holandii (stan na: 31-05-2023) |      |          |

## Poszczególne sezony

### Rozgrywki międzynarodowe

#### Europejskie puchary
Nie uczestniczył w rozgrywkach europejskich.

### Rozgrywki krajowe
| \| Holandia \| Bilans występów klubu w rozgrywkach piłkarskich Holandii (Stan na 31 maja 2023 r.) \| \| |                                                                                    |        |       |   |   |   |    |    |     |                    |        |        |      |
| Poziom                                                                                                  | Rozgrywki                                                                          | Sezony | Mecze | Z | R | P | B+ | B– | Pkt | Lata               | Awanse | Spadki | Naj. |
| I | Hoofdklasse / Eredivisie                                                           | 6      |       |   |   |   |    |    |     | 2007–2013, od 2023 | 0      | 1      | 3    |
| II | Topklasse                                                                          | 0      |       |   |   |   |    |    |     |                    |        |        |      |
| III | Hoofdklasse                                                                        | 0      |       |   |   |   |    |    |     |                    |        |        |      |
| | Puchar Holandii                                                                    | 6      |       |   |   |   |    |    |     | 2007–2013, od 2023 | 0      | 0      | 1    |
| | Superpuchar Holandii                                                               | 1      |       |   |   |   |    |    |     | 2010               | 0      | 0      | 1    |
| Holandia                                                                                                | Bilans występów klubu w rozgrywkach piłkarskich Holandii (Stan na 31 maja 2023 r.) |        |       |   |   |   |    |    |     |                    |        |        |      |

## Piłkarki, trenerzy, prezydenci i właściciele klubu

### Trenerzy
- 2007–2009:  Maria van Kortenhof
- 2009–2012:  Mark Verkuijl
- 2012–2014:  Jürgen Schefczyk

...
- od 2022:  Linda Helbling

## Struktura klubu

### Stadion
Drużyna rozgrywa swoje mecze domowe w Utrechcie na stadionie Sportpark Elinkwijk, który może pomieścić 5.000 widzów.

## Kibice i rywalizacja z innymi klubami

### Derby
- AFC Ajax
- ADO Den Haag